# Pseudomonas savastanoi
Genre
Espèce
Pseudomonas savastanoi est une espèce de bactéries Gram-négatif, appartenant à la famille des Pseudomonadaceae. C'est une bactérie phytopathogène qui attaque diverses espèces de plantes. Considérée auparavant comme un pathovar de Pseudomonas synringae, des études de phylogénie moléculaire de son ADN on conduit à la classer comme une espèce nouvelle. L'épithète spécifique savanastoi lui a été attribuée en hommage à Luigi Savastano, bactériologiste italien qui a démontré, entre 1897 et 1896, que le chancre de l'olivier était causé par une bactérie, qu'il a isolée et décrite sous le nom de Bacillus oleae tubercolosis, et qui fut renommée Bacterium savastanoi par Erwin F. Smith en 1908. Cette bactérie est très mobile dans les liquides.

## Symptômes
La bactériose se manifeste par des excroissances tumorales de forme sphérique (galles), bosselées, à la surface rugueuse, de couleur brune, parfois fissurées. De telles excroissances peuvent atteindre plusieurs centimètres. La bactériose peut attaquer les feuilles, les fruits et les racines.

## Cycle biologique
La bactérie pénètre dans le végétal à travers une blessure (lésion) qui peut être causée par des outils, des insectes phytophages ou suceurs de sève. Par exemple, par des plaies de taille effectuée avec des outils non-désinfectés ou par des outils de récolte mécanisée. Elle se diffuse dans l'intérieur de la plante, par la sève.
Il a été constaté des chancres (galles) sur des branches touchées par le gel
En se développant les galles forment une abondante masse bactérienne qui produit un exsudat contaminant de nouvelles zones par l'intermédiaire d'éclaboussures ou de dépôt sur les outils ou les semelles de chaussures. Les galles résultent de la production par la bactérie d'acide indol-acétique.

## Epidémiologie
Les colonies bactériennes ont une phase épiphyte, sur les feuilles, atteignant un développement maximum au printemps et en automne dans certains pays comme l'Italie. Le taux d'infection dépend du nombre de blessures reçues par l'arbre (taille mal conduite, coups, dégâts de grêle et même effets de vents violents).

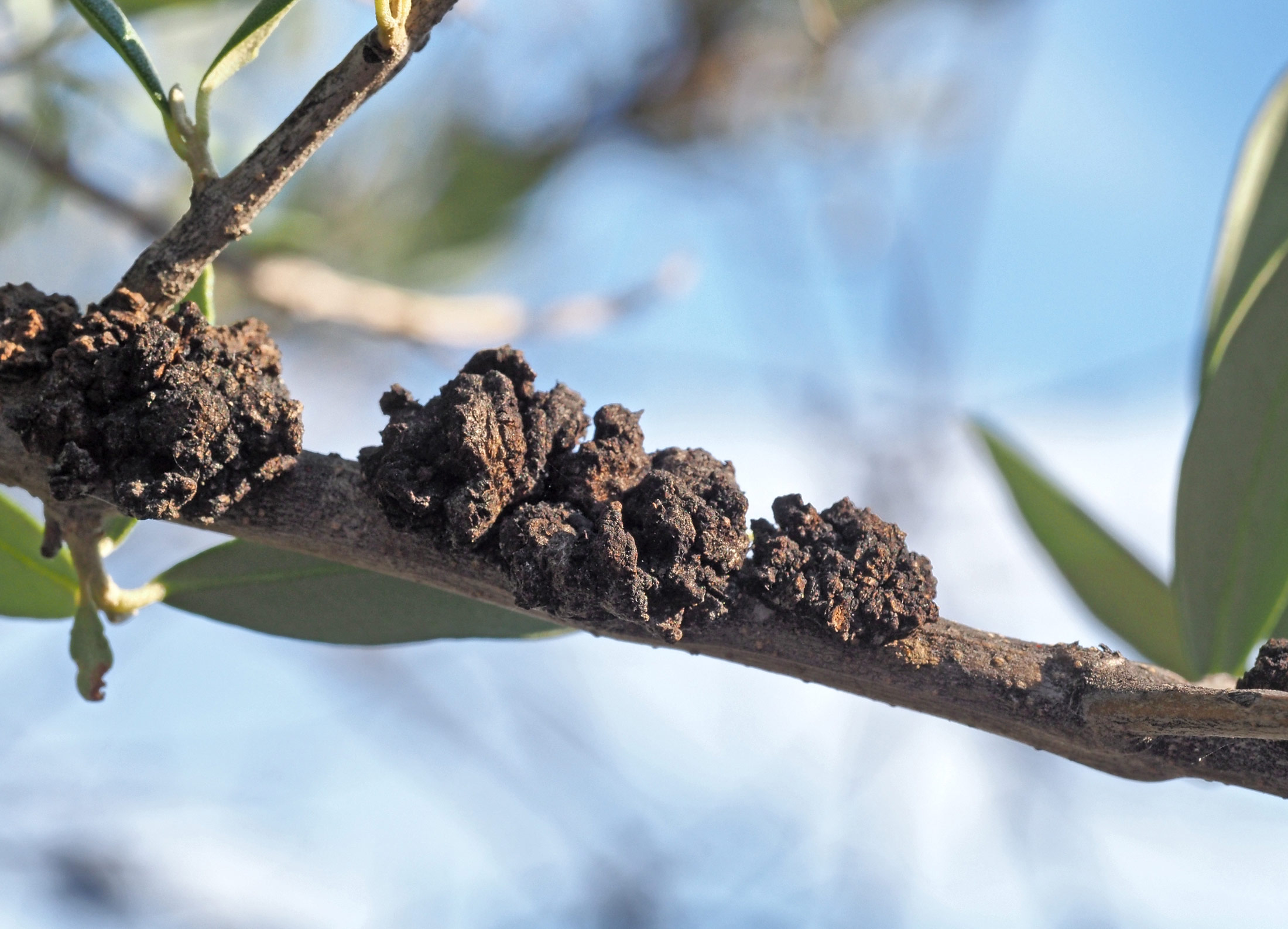
Bactériose sur rameau d'oliver.

La pénétration peut se faire également par les blessures de racines ou sur le collet.

## Cultivars sensibles
L'olivier est assez peu touché en France, à part quelques cultivars sensibles :
- Cailletier (Olivier de Nice),
- Cayet roux,
- certains cultivars espagnols[5].

L'AFIDOL met en garde contre l'achat d'oliviers en jardineries.

## Dégâts
On note :
- un affaiblissement des branches,
- une diminution de vigueur,
- une diminution des récoltes.

## Lutte et prophylaxie
Quand les chancres apparaissent, il est trop tard. Aucun produit curatif n'est efficace contre le chancre installé dans l'olivier.

### Prévention
Des traitements fongicide à base de cuivre sont les seuls autorisés. Ils ne sont que préventifs. Il faut utiliser les spécialités à base de cuivre sur les rejets de souches, après travail du sol, du gel, de la grèle. Passez un badigeon à base de bouillie bordelaise sur les troncs.
Sur verger à risques :
- il faut traiter après la taille,
- après la récolte,
- après un gel.

### Renforcement de la vigueur des arbres
Des préparations à base de henné ont donné des résultats encourageants au stade expérimental. Des stimulateurs de défenses naturelles de l'arbre sont à l'étude.
Il est interdit d'utiliser des antibiotiques. Des bactéries du genre Pseudomonas (Pseudomonas aeruginosa, autrement connu sous le nom de bacille pyocyanique, est responsable de maladies nosocomiales).
Il ne faut pas se décourager, des centaines d'oliviers contaminés se développent correctement.

### Arrêt de la chaîne de contamination
Il faut désinfecter les outils de taille (sécateurs, scies à main ou sagettes, chaînes de tronçonneuses. etc.) et de récolte (peignes des outils de récoltes mécanisée). On utilisera une solution d'eau de javel à 10 % de dilution et des outils métalliques en acier inoxydable démontables.
Dans un verger atteint, commencez vos opérations dans la partie saine et terminez par la partie atteinte. Ne montez pas aux arbres ou si vous devez le faire, trempez vos semelles de chaussures de travail dans le désinfectant. Ne taillez jamais par temps humide. Les plaies de taille seront traitées avec des goudrons appropriés (huile de cade, etc.) ou avec une fabrication maison. N'approchez jamais vos motoculteurs ou motobêches à plus de 70 cm du tronc pour ne pas blesser les radicelles et les racines superficielles.
Si vous faites des greffes, désinfectez soigneusement vos baguettes de greffon et la surface de réception du porte greffe avec de la bouillie bordelaise.
Ne broyez pas les bois de taille, éloignez les et incinérez les.
Un badigeon maison:
- 10 l d'eau,
- 1 kg de bouillie bordelaise,
- 2 l de peinture vinylique,
- 4 kg de blanc pâteux

## Symbioses avec les insectes
Selon les travaux du professeur Belcari et de son équipe la bactérie Pseudomonas savastanoi vit en symbiose dans le tube digestif de Bactrocera olea (Rossi).

## Synonymes
- Pseudomonas syringae pv. savastanoi (Smith 1908) Young et al. 1978
- Pseudomonas syringae subsp. savastanoi (ex Smith 1908) Janse 1982
- Pseudomonas medicaginis Burkholder 1926
- Pseudomonas tonelliana (Ferraris 1926) Burkholder 1948
- Pseudomonas oleae (Arcangeli) Duggar 1909
- Agrobacterium savastanoi (Smith) Starr and Weiss 1943
- Agrobacterium tonellianum (Ferraris) Starr and Weiss 1943
- Bacterium savastanoi E.F. Smith 1908
- Bacterium tonellianum Ferraris 1926
- Phytomonas savastanoi (Smith) Bergey et al. 1923
- Phytomonas tonelliana (Ferraris) Adam and Pugsley 1934
- Pseudomonas syringae subsp. savastanoi pv. oleae Janse 1981
- Pseudomonas savastanoi Smith and Petri 1908

## Pathovars
- Pseudomonas savastanoi pv. fraxini cause le chancre du Frène[8].
- Pseudomonas savastanoi pv. nerii attaque les lauriers-roses (Nerium oleander)[8].
- Pseudomonas savastanoi pv. savastanoi cause le chancre de l'olivier[9].
- Pseudomonas savastanoi pv. phaseolicola attaque les plants de haricots (Phaseolus)[10]

## Sources
- (en) Cet article est partiellement ou en totalité issu de l’article de Wikipédia en anglais intitulé « Pseudomonas savastanoi » (voir la liste des auteurs).

- (it) Cet article est partiellement ou en totalité issu de l’article de Wikipédia en italien intitulé « Pseudomonas savastanoi » (voir la liste des auteurs).
- Voir aussi Pseudomonas syringae ou chancre du marronnier.